# Junko Onishi
Pour les articles homonymes, voir Onishi.
Junko Onishi (大西順子), née le 18 octobre 1974 à Takasago, est une ancienne nageuse japonaise spécialiste du papillon. Elle est médaillée de bronze en relais aux Jeux de 2000.

## Palmarès

### Jeux olympiques
- Jeux olympiques d'été de 2000 à Sydney ( Australie) :
  -  médaille de bronze du 4 x 100 m 4 nages

### Championnats du monde en grand bassin
- Championnats du monde 2001 à Fukuoka ( Japon) :
  -  médaille de bronze du 100 m papillon

### Universiade
- Universiade d'été de 1997 à Catane ( Italie) :
  -  médaille d'or du 4 x 100 m 4 nages
  -  médaille d'argent du 100 m papillon